# جيك كاسيدي
جيك كاسيدي (بالإنجليزية: Jake Cassidy)‏ (9 فبراير 1993 في المملكة المتحدة - ) هو لاعب كرة قدم بريطاني في مركز الهجوم. شارك مع منتخب ويلز تحت 21 سنة لكرة القدم. أما مع النوادي، فقد لعب مع أولدهام أثلتيك ونادي إيرباص يو كاي بروتون ونادي ترانمير روفرز لكرة القدم ونادي ساوثيند يونايتد ونوتس كاونتي ووولفرهامبتون واندررز وLlandudno Junction F.C. ‏.

## وصلات خارجية
- جيك كاسيدي على موقع قاعدة بيانات كرة القدم.إي يو (الإنجليزية)
- جيك كاسيدي على موقع Soccerbase.com (لاعب) (الإنجليزية)
- جيك كاسيدي على موقع Soccerway.com (الإنجليزية)
- جيك كاسيدي على موقع عالم كرة القدم.نت (الإنجليزية)
- جيك كاسيدي على موقع GSA (الإنجليزية)